# Fdisk
fdisk是一个用于磁盘分区的命令行工具。它已经成为一些操作系统的一部分，包括DOS、旧版本的Windows、某些FreeBSD的移植版和macOS。Windows 2000和之后的版本已将fdisk替换为更高级的工具diskpart。

## 实现

### DOS
1983年3月，fdisk (Fixed Disk Setup Program)随着IBM PC XT和IBM PC DOS 2.0发布。
fdisk v1.0可以创建一个FAT12分区，删除它，改变活动分区，或显示分区数据。fdisk可以写入支持最多四个分区的MBR。另外三个分区用于其他操作系统，例如CP/M-86和Xenix，这些操作系统有它们自己的分区工具。
微软在MS-DOS v3.2中第一次添加了fdisk，MS-DOS v2.0到v3.10包含了OEM特定的分区工具，可能名为fdisk。
为了更高效地利用大容量硬盘，发布于1984年8月的PC DOS 3.0开始支持FAT16。发布于1987年4月的PC DOS 3.30开始支持扩展分区（不直接存储数据，但可以包含最多23个逻辑卷的分区）。在这两种情况下，fdisk都被修改过，以支持FAT16和扩展分区。MS-DOS 3.31中，Compaq的fdisk第一次支持FAT16B。FAT16B随后在MS-DOS和PC DOS 4.0中可用。
fdisk中没有文档的/mbr开关，可以修复MBR，使得这个工具很快流行起来。
IBM PC DOS 7.10配备了新的fdisk32工具。
ROM-DOS、DR DOS 6.0、FlexOS、PTS-DOS 2000 Pro和FreeDOS都包含了fdisk命令的一个实现。

### Windows

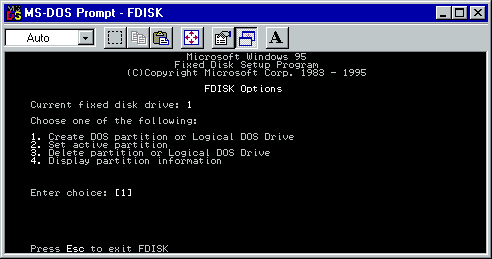
Microsoft Windows 95上的fdisk命令

Windows 95、Windows 98和Windows ME附带MS-DOS的衍生版fdisk。然而，Windows 2000和以后的版本附带了更先进的diskpart和图形化的磁盘管理工具。
从Windows 95 OSR2开始，fdisk支持FAT32文件系统。
Windows 95附带的fdisk不能显示大于64GB硬盘的正确大小。新版的fdisk修复了此问题。另外，fdisk不能创建大于512GB的分区，即使FAT32支持最大2TB的分区。Windows 95 OSR 2.1、Windows 98和Windows ME上所有版本的fdisk都有这个限制。

### IBM OS/2
4.0版本前的OS/2附带了两个分区管理工具。一个是文本模式的fdisk，另一个是图形化的fdiskpm。这两个工具的功能相同，可以操作FAT和更先进的HPFS分区。
4.5或更高版本的OS/2（包括eComStation和ArcaOS）可以使用JFS文件系统。在这些系统中，fdisk被邏輯捲軸管理員(LVM)代替。

### Mach和386BSD
Mach中的fdisk由Robert Baron编写，被Julian Elischer移植到386BSD。截止至2019年，FreeBSD、NetBSD和DragonFly BSD也使用此实现。1995到1997年的OpenBSD也是如此。
在OpenBSD 2.2之前，Tobias Weingartner在1997年重写了fdisk，随即被苹果公司在2002年分支，在2019年前仍在macOS上使用。
对于原生分区，BSD系统使用传统的BSD磁碟標籤，由于兼容性问题，fdisk分区只能在某些架构中使用。

### Linux
在Linux中，fdisk是标准软件包util-linux的一部分。
最初，程序由Andries E. Brouwer和A. V. Le Blanc编写，2006年，Karel Zak和Davidlohr Bueso分支了util-linux包并重写了fdisk。一个替代品――基于ncurses的程序cfdisk，允许用户通过文本用户界面(TUI)修改分区布局。

## 延伸阅读
- Wolverton, Van. . Microsoft Press. 1990. ISBN 978-1556152894.
- Kathy Ivens; Brian Proffit. . Osborne McGraw-Hill. 1993. ISBN 978-0078818714.
- Tim O'Reilly; Troy Mott; Walter Glenn. . O'Reilly. 1999. ISBN 978-1565924864.